# Coccoloba guaranitica
Coccoloba guaranitica là một loài thực vật có hoa trong họ Rau răm. Loài này được Hassl. mô tả khoa học đầu tiên năm 1915.